# Grayson Perry
Grayson Perry (sinh ngày 24 tháng 3 năm 1960) là một nghệ sĩ người Anh, được biết đến chủ yếu bởi bình gốm và sở thích dị trang của mình. Bình gốm của Perry có hình dáng cổ điển và được trang trí màu sắc tươi sáng. Trong các tác phẩm của ông có mang yếu tố tự sự mạnh mẽ, trong đó những hình tượng của Perry như "Claire", là một nhân cách khác của ông, thường xuất hiện. Ông đã được trao giải Turner năm 2003.